# Dance With The Dead
Dance With The Dead és un duo estatunidenc de música synthwave format per Justin Pointer i Tony Kim. Produeixen música electrònica a partir de melodies fetes amb sintetitzadors, amb la peculiaritat de tenir un so inspirat en la dècada del 1980, així com riffs de guitarra elèctrica a causa del seu passat heavy metal. Aquests dos músics es coneixen des de petits perquè van ser veïns. Les seves influències van des de grups com Mötley Crüe, Pantera o Def Leppard a músics d'electrònica com Daft Punk o Kavinsky. El seu univers visual se centra en temes de pel·lícules de terror, com el monstre de Frankenstein. Van debutar el 2013 amb l'àlbum Out of Body, que va ser publicat durant la celebració de Halloween. Als seus concerts la guitarra elèctrica té un gran protagonisme, essent un element imprescindible de la seva música. També han compost cançons amb Cody Carpenter, el fill del director de cinema John Carpenter.

## Discografia

### Àlbums d'estudi
- Out of Body (2013)
- Near Dark (2014)
- The Shape (2016)
- B-Sides: Vol.1 (2017)
- Loved to Death (2018)
- Driven to Madness (2022)[4]

### EP
- Into the Abyss (2014)
- Send the Signal (2014)
- Blackout (2020)

### Remescles
- «Ghost» de Chelsea Lankes (2014)
- «The Deepest Blue» de Kristine (2014)
- «Assault on Precinct 13 Theme» de la BSO d'Assalt a la comissaria del districte 13 (2015)
- «Master of Puppets» de Metallica (2015)
- «Doubt» de Good Knives (2015)
- «Gremlins Theme» de la BSO de Los gremlins (2015)
- «Paint It Black» de The Rolling Stones (2016)
- «Around The World» de Daft Punk (2017)
- «We Will Rock You» de Queen (2017)
- «Kickstart My Heart» de Mötley Crüe (2018)
- «Unspoken» de The Dead Daisies (2020)
- «Takes All Night» de LeBrock (2021)
- «Holy Ground» de The Dead Daisies (2021)